# Phoma armeriae-sibericae
Phoma armeriae-sibericae är en lavart som beskrevs av Allesch. 1897. Phoma armeriae-sibericae ingår i släktet Phoma, ordningen Pleosporales, klassen Dothideomycetes, divisionen sporsäcksvampar och riket svampar.   Inga underarter finns listade i Catalogue of Life.